# Hermanos de Plymouth
Hermanos de Plymouth (en inglés, Plymouth Brethren), Hermanos Abiertos, Hermanos Libres o Asambleas de Hermanos son algunos de los nombres con que se conoce el movimiento congregacionista protestante surgido en Irlanda hacia 1826 como respuesta, a su juicio, a la creciente ritualización del anglicanismo.

## Historia
En 1831 pasó a Inglaterra –principalmente a Plymouth, Bristol y Londres– y otras áreas del continente:

Un grupo comenzó a reunirse en la ciudad de Dublín (Irlanda), en casas particulares para el estudio de las Escrituras. Plymouth, Bristol, Londres y diversas regiones del viejo continente vieron surgir estos grupos de estudio sin que existiera entre ellos vínculo alguno. Hombres y mujeres de diferentes confesiones, clérigos y laicos, sin distinción alguna, participaban de estos encuentros. Pronto se formaron pequeñas congregaciones, que aspiraban a recuperar la antigua sencillez de la Iglesia del siglo primero.

Se caracteriza por la fraternidad entre sus miembros, el estudio literal de la Biblia, la insistencia en la absoluta necesidad de «nacer de nuevo» (Jn. 3:3), la vuelta a los principios del cristianismo primitivo, el sacerdocio de todos los creyentes o la autonomía de las pequeñas asambleas locales, regidas por un «consejo de ancianos».
Las profundas divergencias entre John Nelson Darby y Benjamin Wills Newton provocarán la escisión del movimiento en «darbystas» (Exclusive Brethren) y «plymutistas» (Open Brethren) en 1848.
Son conocidos por su defensa de una vida sencilla, su honradez y su rechazo del consumismo.

### España
De 1838 a 1936

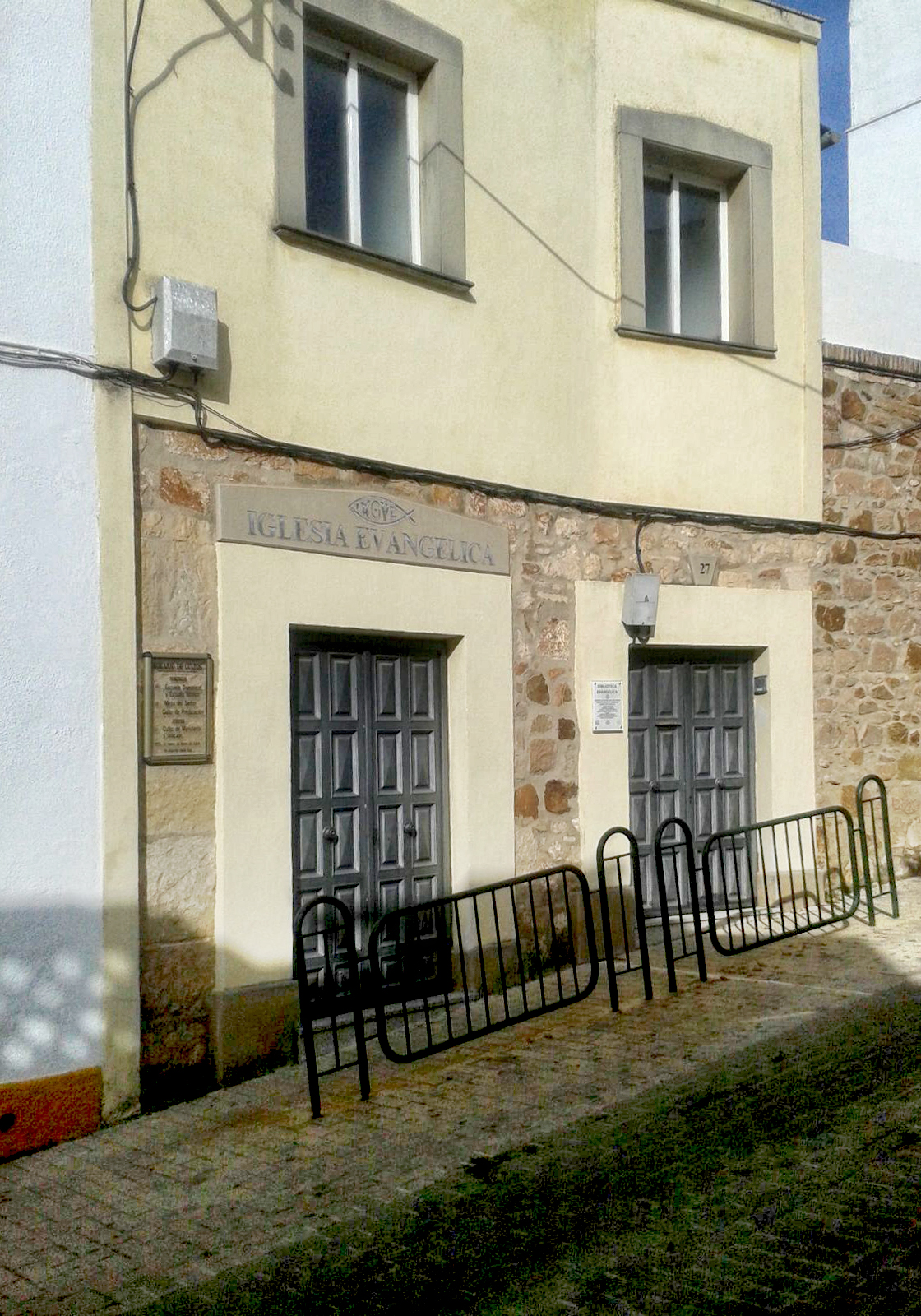
Iglesia evangélica en Linares (Jaén) (2016)

Desde el triunfo de la Reforma en Inglaterra y Escocia, numerosas publicaciones británicas se hacen eco del enérgico acoso inquisitorial al protestantismo en España.
Así, Robert Cleaver Chapman, uno de los iniciadores de las Asambleas en Inglaterra, decide recorrer el país en 1838. Tras esta primera toma de contacto, vuelve a España en 1863, donde permanece esta vez hasta 1865.
De todas formas, no es hasta el derrocamiento de Isabel II en 1868 cuando se produce la creciente llegada de misioneros, cabiendo destacar a Rosetta Levason en 1869 o Mary Elisa Taylor, J. Wigstone y Tomas Blamire en 1873, entre otros. Se instalan inicialmente en Barcelona y Madrid, pasando a partir de 1875 a Galicia, de donde se extienden a zonas de Andalucía y Castilla, con comunidades estables como las de Linares (Jaén) y Toral de los Guzmanes (León). En 1924 lo hace Ernest Trenchard, que reside en España durante cuarenta y seis años.
De 1936 a la actualidad
En la guerra civil española y muy especialmente el primer franquismo, buena parte de estos misioneros se ven obligados a abandonar el país teniendo que dejar las congregaciones en manos de «ancianos» y «obreros» españoles que mantienen todo «tal y como lo habían dejado los ingleses» hasta que se les permite regresar a finales de los años 70.
Las Asambleas de hermanos se convirtieron en una de las denominaciones evangélicas que cuentan con más iglesias en España. Se considera que existen al menos doscientas comunidades y más de diez mil miembros distribuidos por todo el territorio nacional, si bien presentan una mayor concentración en Barcelona, Madrid, Andalucía y Galicia.
Pese a que siempre se han distinguido por la autonomía e independencia de sus comunidades, en marzo de 2004 se creó la Coordinadora de Asambleas de Hermanos de España (COAHES) como una entidad no jerarquizada que sirviese de enlace entre aquellas asambleas que lo desearan a fin de realizar tareas y proyectos conjuntos.                    
En Argentina se conocen como "Hermanos Libres" se encuentran en lo largo y ancho de todo el territorio argentino. Cuenta con más de 200 Congregaciones activas en todas las provincias del país.

## Creencias
Bautismo y «Mesa del Señor»

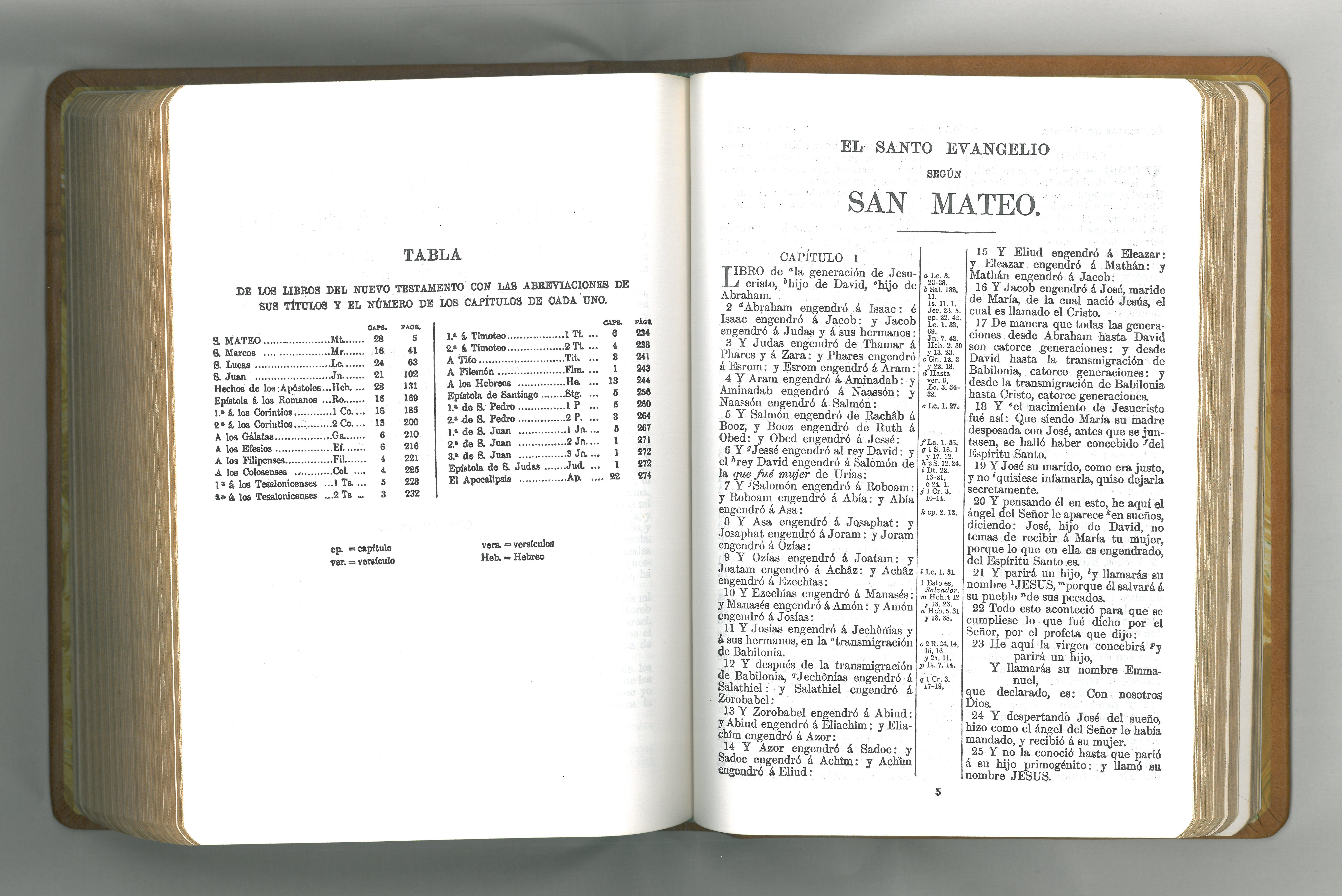
Biblia evangélica

Se oponen al bautismo de párvulos, si bien reconocen que existen precedentes bíblicos como el de «una mujer llamada Lidia, […] de la ciudad de Tiatira, […] bautizada, junto con su familia» (Hch. 16:15). Se realiza por inmersión total en agua. Tanto este como la denominada «Mesa del Señor» (eucaristía) son considerados «ordenanzas», es decir, prácticas o ceremonias establecidas por Jesús, sin valor sacramental alguno.
Liderazgo
Pese a su negación de la figura del ministro religioso, creen que el Espíritu Santo confiere a ciertos individuos determinados dones para desempeñar tareas pastorales. Los que se dedican exclusivamente a estas tienen derecho a su sostenimiento por medio de las ofrendas libres y no demandadas de los fieles.

## Culto
El culto dominical es enormemente sencillo, cifrado en la lectura de la Biblia, la oración espontánea, la predicación y la celebración de la «Mesa del Señor» con carácter meramente simbólico y bajo las dos especies. Los asistentes permanecen todo el tiempo sentados. Como la mayoría de denominaciones cristianas, dan mucha importancia al canto religioso, acompañado de distintos instrumentos musicales. Las mujeres solían llevar velo (1 Co. 11:5-6), aunque es una práctica en claro retroceso. En este sentido, el papel de la mujer ha ido ganando en relevancia durante los últimos años, aunque por la propia autonomía de cada comunidad, en las Asambleas de Hermanos no hay un patrón único en este ámbito. 
Tradicionalmente, han evitado el uso de cruces tanto dentro como fuera de sus lugares de culto, considerando que, a medida que se centra la atención en Cristo y la Palabra de Dios, un espacio sin adornos resulta más efectivo. Tampoco otros elementos como vidrieras o cuadros han sido normalmente destinados para sus salas de reuniones, si bien, en las últimas décadas, algunas comunidades han abandonado en parte esta postura.

## Ramas
Las graves desavenencias entre Benjamin Wills Newton y John Nelson Darby tenían que ver con varias cuestiones:
- Para Newton, Darby se limitaba a enseñar «un extraño sistema de doctrinas dispensacionalistas».
- Darby consideraba que la Iglesia comenzó en Pentecostés y que –además– no había por qué identificarla con Israel. Según Newton –por el contrario–, habría que buscar su origen en la llamada de Dios a Abraham.
- Darby, más radical que Newton, afirmaba que el concepto de «miembro de una Iglesia» no aparece en la Biblia. Debe hacerse, pues, una escrupulosa distinción entre «cristiandad» e «Iglesia verdadera».
- Newton nunca aceptó las interpretaciones proféticas de Darby; este último –por su parte– acusaba a Newton de herejía en cuanto a su manera de concebir la humanidad de Cristo.[8]

No obstante, será su forma de relacionarse con el resto de la Humanidad la que provoque la escisión del grupo originario (1848) en «darbystas» (Exclusive Brethren) –no admiten trato alguno con el exterior, salvo el estrictamente necesario– y «plymutistas» (Open Brethren) –aceptan relacionarse con personas ajenas al movimiento, en tanto no se opongan activamente al mismo–, fragmentados a su vez en numerosas subdivisiones.

## Miembros destacados
- Robert Anderson
- John Gifford Bellet
- Lancelot Charles Lee Brenton
- Robert Cleaver Chapman
- Henry Craik
- Edward Cronin
- John Nelson Darby
- James George Deck
- Emily Bowes Gosse
- Philip Henry Gosse
- Anthony Norris Groves
- John Eliot Howard
- Luke Howard
- Harry A. Ironside
- William Kelly
- Robert Mackenzie Beverley
- Charles Henry Mackintosh
- George Müller
- Watchman Nee
- Thomas Newberry
- Francis William Newman
- Benjamin Wills Newton
- G. H. Pember
- Joseph M. Scriven
- Hudson Taylor
- Samuel Prideaux Tregelles
- William Edwy Vine
- George Wigram